# 미구엘 A. 누네즈 주니어

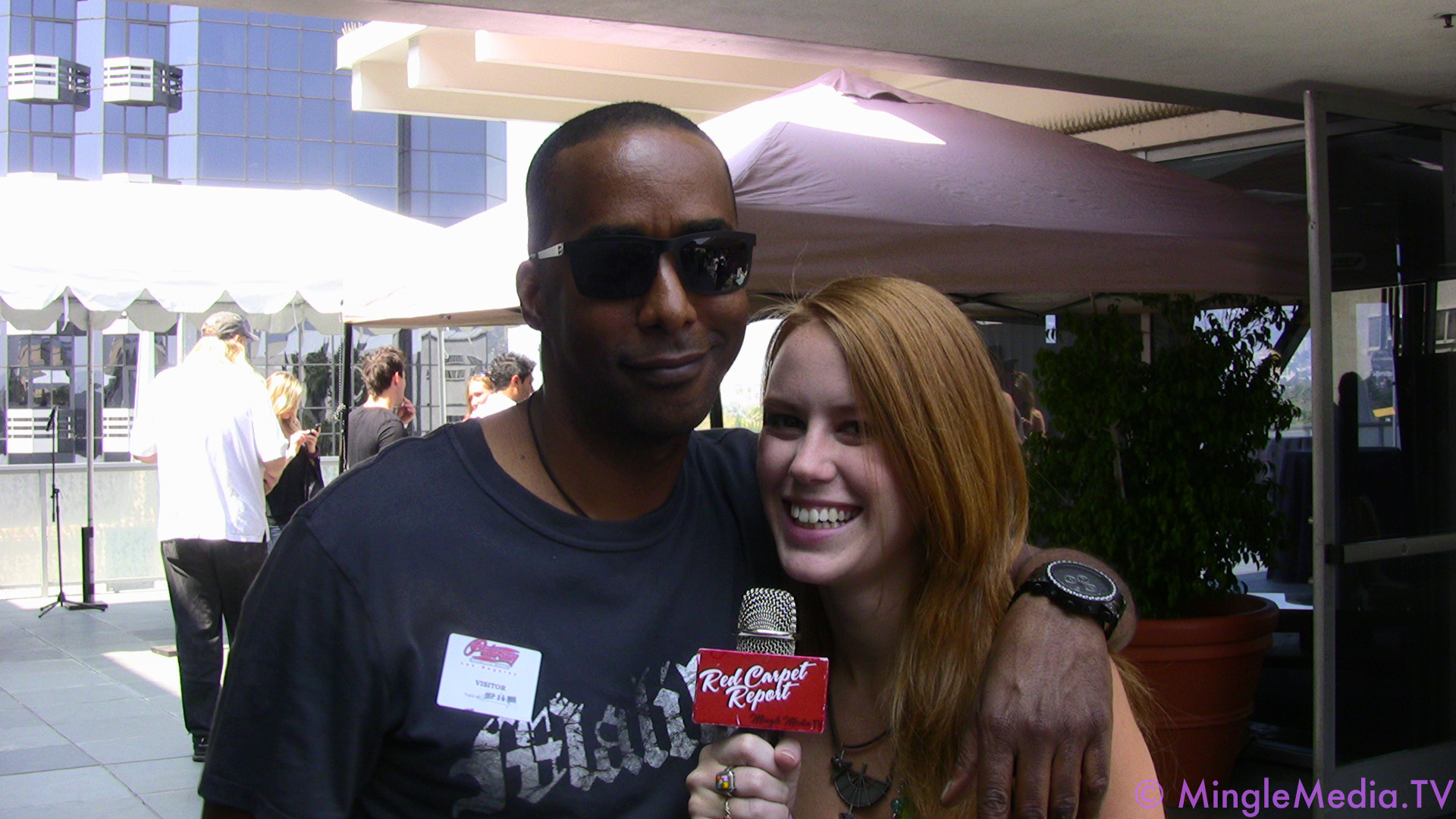

미겔 A. 누녜즈 주니어(Miguel A. Núñez Jr.)는 미국의 배우이다. 바탈리언 (1985년 영화)와 에디 머피의 라이프를 통해 유명해졌다.

## 참여 작품

### 영화
- 13일의 금요일 5
- 바탈리언 (1985년 영화)
- 위기의 암호명
- 액션 잭슨 (1988년 영화)
- 할렘 나이트
- 리썰 웨폰 3
- 스트리트 파이터 (1994년 영화)
- 레프리콘 4
- 에디 머피의 라이프
- 너티 프로페서 2
- 스쿠비 두 (영화)
- 플루토 내쉬
- 미트 데이브
- 블랙 다이너마이트

### 텔레비전
- 머나먼 정글
- 더 프레시 프린스 오브 벨 에어
- 행잉 위드 미스터 쿠퍼
- 바빌론 5
- 버니 맥 쇼
- 마이 와이프 앤 키즈
- 조이 (시트콤)
- 블루 마운틴 스테이트
- 내슈빌 (드라마)